# Non dir quattro se non l'hai nel sacco
Non dir quattro se non l'hai nel sacco è un'opera teatrale di Giuseppe Giacosa. La commedia venne scritta a Colleretto Giacosa nel 1872.

## Trama
La vicenda ha luogo in una villeggiatura della signora Laura.
Laura è una giovane vedova che affitta camere nella sua casa di campagna. La stagione estiva è al termine e anche l'ultimo villeggiante, il trentanovenne Giovanni Nordi, sta per partire.
Nordi si vanta con Laura di essere rimasto scapolo, evitando le insidie del matrimonio in cui dice di vedere soprattutto i lati negativi. Tornato a Roma, Nordi si dovrà occupare del giovane nipote, un ingegnere venticinquenne che segue come un padre.
Anche Laura, che non ha figli, sostiene fermamente di non volersi risposare. Al rientro dalla villeggiatura, a Torino, ci sarà la sua carissima amica signora Grandi che le terrà compagnia.
Nordi e Laura stanno per congedarsi dopo una lunga chiacchierata, quando leggono casualmente in un giornale che il marito della signora Grandi è stato eletto deputato e si trasferirà a Roma con tutta la famiglia. Laura è amareggiata per non essere stata avvertita direttamente, e pensa che a Torino non avrà più l'amica con cui trascorrere le serate.
Anche per Nordi ci sono novità. Una lettera gli annuncia che il nipote ha deciso improvvisamente di accettare un lavoro in America ed è già partito. Con la partenza del nipote, per Nordi viene meno una ragione di vita, ed egli si sente angosciato.
Laura e Nordi si scoprono a pensare alla solitudine e alla vecchiaia che avanza. Nordi si assenta per qualche momento, poi rientra e chiede inaspettatamente la mano di Laura. Laura non accetta subito, ma lo invita a cena e risponde che ne parleranno.